# Joseph McManners

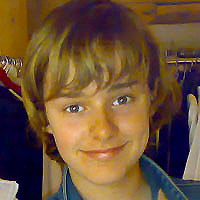
Joseph McManners

Joseph McManners (* 3. Dezember 1992 in Canterbury, Kent, England) ist ein britischer Sänger, Film- und Theaterschauspieler.

## Leben

### Herkunft
Joseph McManners ist der jüngste Sohn von Hugh McManners, einem britischen Journalisten und Deborah McManners, die jedoch mittlerweile geschieden sind. Joseph, wie auch sein um drei Jahre älterer Bruder William leben bei ihrer Mutter auf einer 80 Acres großen Farm in Petham (Kent). Sein Großvater, John McManners, der im November 2006 gestorben ist, war Professor am All Souls College in Oxford.

### Musikalischer Werdegang
Den Wendepunkt in seinem Leben bezeichnet McManners als den Augenblick, als er im Jahr 2000 erstmals den Film Titanic von 1997 sah. Inspiriert durch den Song My Heart Will Go On von Céline Dion beschloss der Junge, Musiker zu werden. Er erlernte Violine und Klavier und trat bereits im Schultheater auf.
2004 nahm er erstmals an einem Casting teil, und wurde unter 25.000 Mitbewerbern für die Rolle des Kleinen Prinzen im gleichnamigen Theaterstück ausgewählt. Da die Produktion die BBC übernahm, wurde McManners über Nacht bekannt. Während der Produktion des Kleinen Prinzen wurden Verantwortliche von Sony BMG auf McManners aufmerksam und nahmen ihn für 2 Millionen Pfund Sterling unter Vertrag.
McManners flog nach Prag und nahm dort sein erstes Album auf – In Dreams – das am 5. Dezember 2005 in die britischen Musikfachläden kam. Bereits in der ersten Woche stieg das Album auf Platz 5 der Charts ein und wurde 2006 in der Kategorie Album des Jahres für den Classical BRIT Award nominiert. McManners schaffte es sogar, dass seine Single-Auskoppelung Bright Eyes in Asien Musikgrößen wie James Blunt oder Prince von den Chartspitzen verdrängte. Im Dezember 2006 trennten sich McManners und Sony jedoch. Als Gründe werden künstlerische Differenzen genannt.

### Schauspielkarriere
Durch seine stimmliche Begabung wurde McManners bereits 2004 als Titelheld von Oliver Twist im Marlow Theater von Canterbury verpflichtet. Als die BBC im Dezember 2005 eine Aufzeichnung des Theaterstücks fürs Fernsehen adaptierte, war Joe ebenfalls als Hauptdarsteller präsent.
2007 erfolgte sein Durchbruch auch als Filmschauspieler, als er in der britischen Filmkomödie Hot Fuzz – Zwei abgewichste Profis mitwirkte. Allerdings wurden die Szenen, in denen er zu sehen war, Opfer des Schneideraums, so dass er erst im Bonusmaterial der DVD sein Debüt als Schauspieler feiern kann.
McManners gilt als zielstrebiger Junge, der 2007 sogar für die Titelrolle in Hannibal Rising – Wie alles begann vorsprach. Auch besuchte er die Castings zu den Literaturverfilmungen Harry Potter und der Halbblutprinz und Die Reise auf der Morgenröte. Sein Ziel ist es, auch im restlichen Europa bekannt zu werden.

## Filmografie
- 2007: Hot Fuzz – Zwei abgewichste Profis (Hot Fuzz)